# Thuva Härdelin
Thuva Brita Härdelin, född 18 maj 1967, är fjärde generationen riksspelman och medlem av spelmansfamiljen Härdelin med rötter i Delsbo i Hälsingland. Hon är dotter till Thore Härdelin (d.y.) och syster till Emma Härdelin.
Thuva Härdelin spelade från mitten av 1980-talet och fram till början av 1990-talet i den norska gruppen Dalakopa och turnerade under samma period med sin far, spelmannen Thore Härdelin, med vilken hon 1991 också gav ut skivan Thore och Thuva Härdelin (Amigo). Under senare delen av 1990-talet turnerade hon med konsertgitarristen Bengt Lundquist och medverkade som musiker i ett flertal teaterföreställningar, bland annat Stjärnspelet i regi av Peter Oskarsson och med manus av Jan Mark, Lagt spår ligger som spelades längs Inlandsbanan och senare som anställd teatermusiker vid Nya Skånska Teatern i Landskrona.
Thuva Härdelin medverkade på Åsa Jinders skivor Folkmusik på svenska och Tro, hopp och kärlek, vilka båda sålde guld. Efter flytt till Malmö 2001 har hon under många år samarbetat med accordionisten Lelo Nika, som hon turnerat och spelat in skivorna Tidernas Väg och Dellens Vågor med, samt drev tillsammans med Herr Nika skivbolaget Arecords under ett tiotal år.
Sedan 2017 är Härdelin projektledare och producent för anrika Delsbostämman - och sedan 2018 verksamhetsledare för RFoD Riksförbundet för Folkmusik och Dans.
Som musiker ses hon sedan 2016 i berättarkonserten Halls Lilla tillsammans med tramporganist Kristina Bergström och hösten 2022 har berättar och musikföreställningen Helena Allena premiär, en enmansshow/konsert.